# سديم العنكبوت

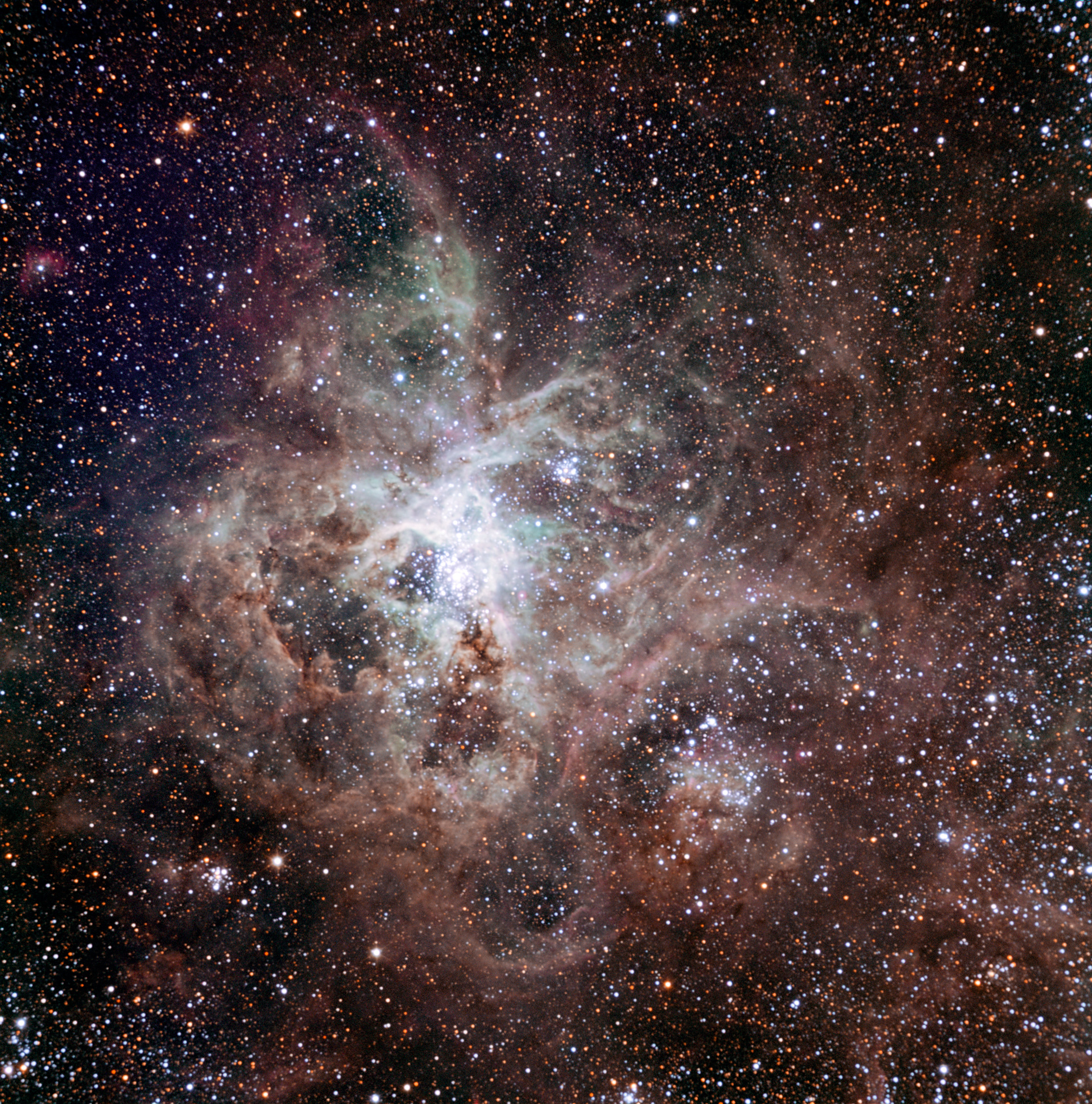
أول صورة يلتقطها التلسكوب الوطنى TRAPPIST في مرصد لاسيلا في شيلي.

سديم العنكبوت في علم الفلك (بالإنجليزية: Tarantula Nebula أو 30 Doradus أو NGC 2070
) هو منطقة هيدروجين II في مجرة ماجلان الكبرى، وكان يعتبر من قبل كأحد النجوم ولكن العالم الفلكي نيقولاس دي لاكاي اكتشف أنه سديم وذلك في عام 1751. تبعد مجرة ماجلان الكبرى عن مجرتنا مجرة درب التبانة نحو 169.000 سنة ضوئية وهي تابعة لمجرتنا هي وسحابة ماجلان الصغرى.
يدل الاسم الإنجليزي 30 Doradus على إمكانية رؤية ذلك السديم في كوكبة أبو سيف.
يبلغ القدر الظاهري لسديم العنكبوت 8. ومع اعتبار المسافة بيننا وبينه التي تقدر بنحو 49.000 فرسخ فلكي أو نحو 170.000 سنة ضوئية، فيعتبر سطوع هذا السديم عظيما بالنسبة لجرم سماوي من غير النجوم. فإذا تصورنا أن هذا السديم قريبا من الأرض مثل سديم الجبار لظهر على الأرض للأشياء ظلال. وفي الحقيقة يتبين أن منطقة هذا السديم من أكثر المناطق تنفجر فيها النجوم القريبة منا والتي تسمى المجموعة المحلية (مجموعة مجرات قريبة).. وتلك المنطقة أيضا هي من أكبر المناطق الهيدروجينية في المجموعة المحلية ويبلغ قطرها نحو 200 فرسخ فلكي. ويقع السديم في مقدمة مجرة ماجلان الكبرى حيث الضغط وانحصار الوسط النجمي يبلغ أقصاه وهو ناتج عن ذلك. وفي قلب السديم نجد التجمع النجمي أر136 (قطره نحو 35 سنة ضوئية).
الذي يصدر معظم الطاقة التي تجعل السديم مرئيا. وتقدر الكتلة الكلية لنجوم التجمع النجمي نحو 450.000 كتلة شمسية مما يرجح أنه سوف يصبح تجمع نجمي مغلق كري الشكل في المستقبل.

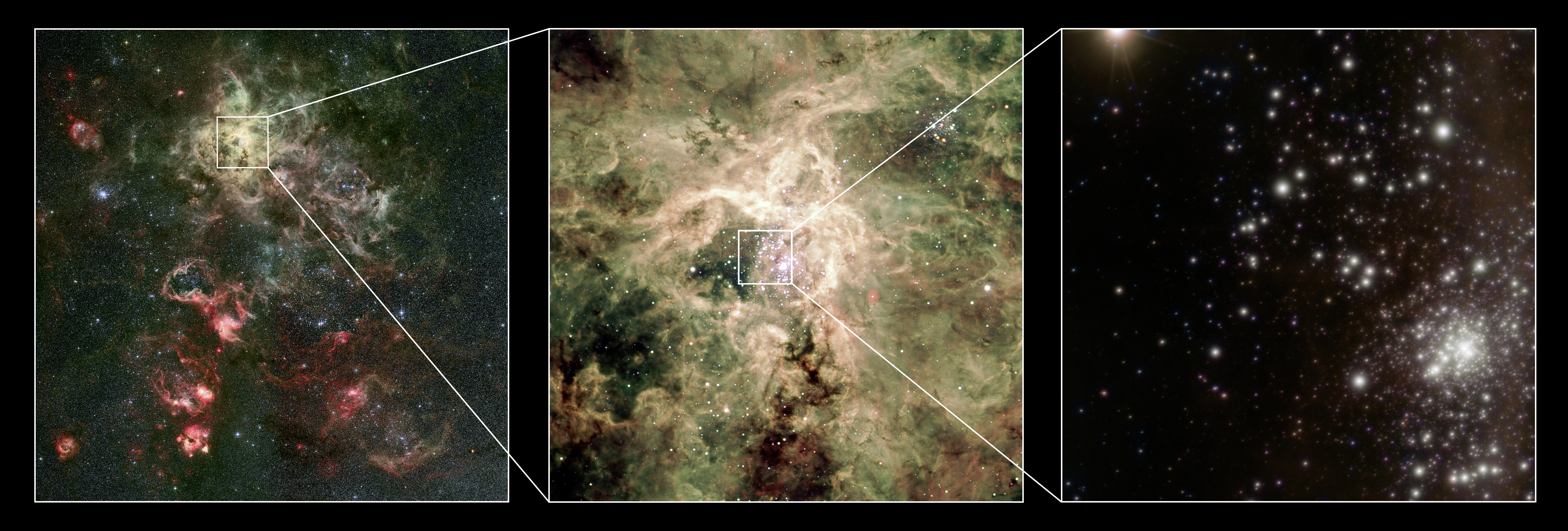
تكبير منطقة سديم العنكبوت مرتين لإظهار التجمع النجمي آر136(أنقر لتضخيم الصورة).

بالإضافة إلى آر136 يحتوي سديم العنكبوت على تجمع نجمي من النجوم القديمة مثل هودج 301 الذي يبلغ عمره بين 20 إلى 25 مليون سنة. ويبدو أن النجوم العملاقة في ذلك التجمع النجمي قد تفجرت في الماضي في هيئة مستعرات عظمى.
و أقرب المستعرات العظمي التي شوهدت منذ اختراع التلسكوب نجد مستعر أعظم 1987 إيه الذي حدث في على حافة سديم العنكبوت، في مجرة ماجلان الكبرى.

## مجموعة صور لسديم العنكبوت

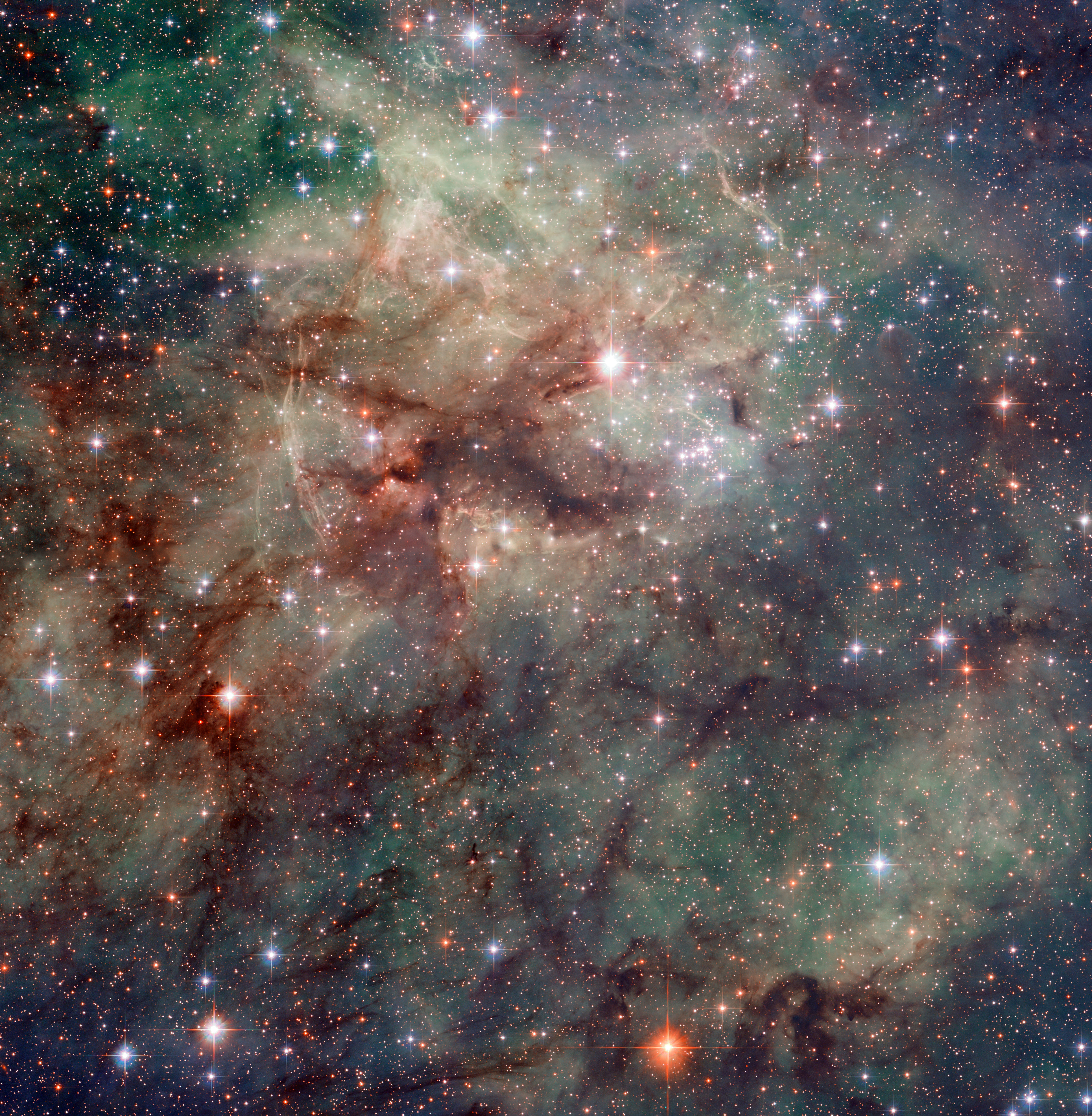
المنطقة الوسطية لسديم العنكبوت.
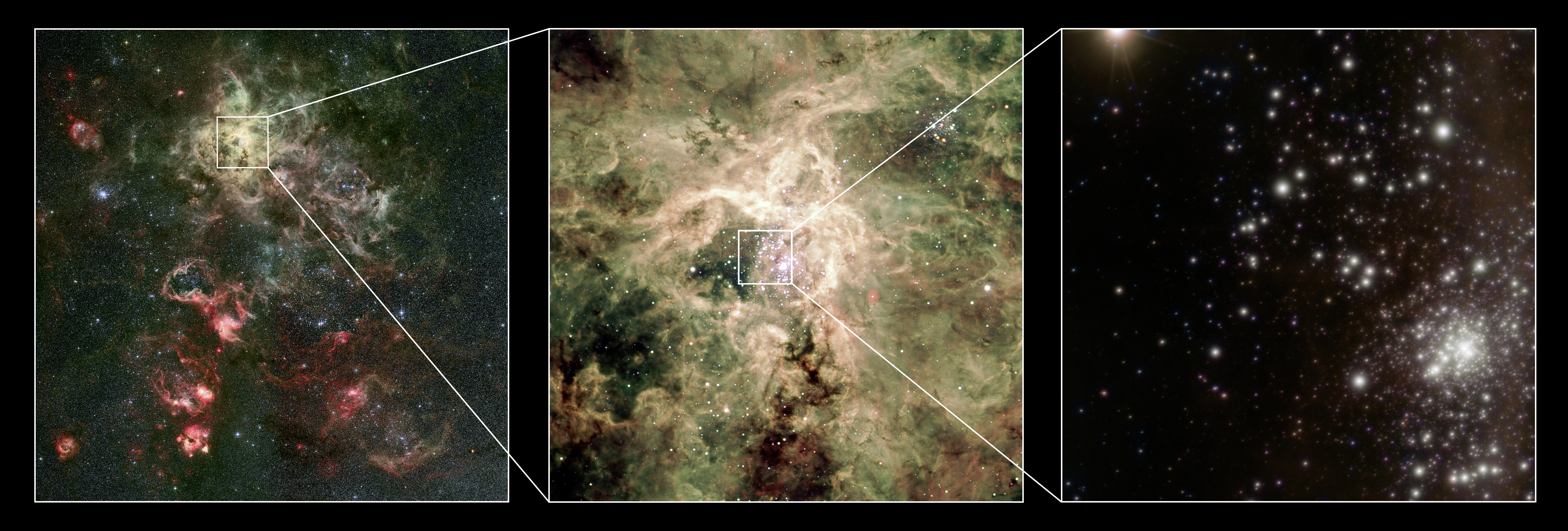
التجمع النجمي حديث النشأة R136a.
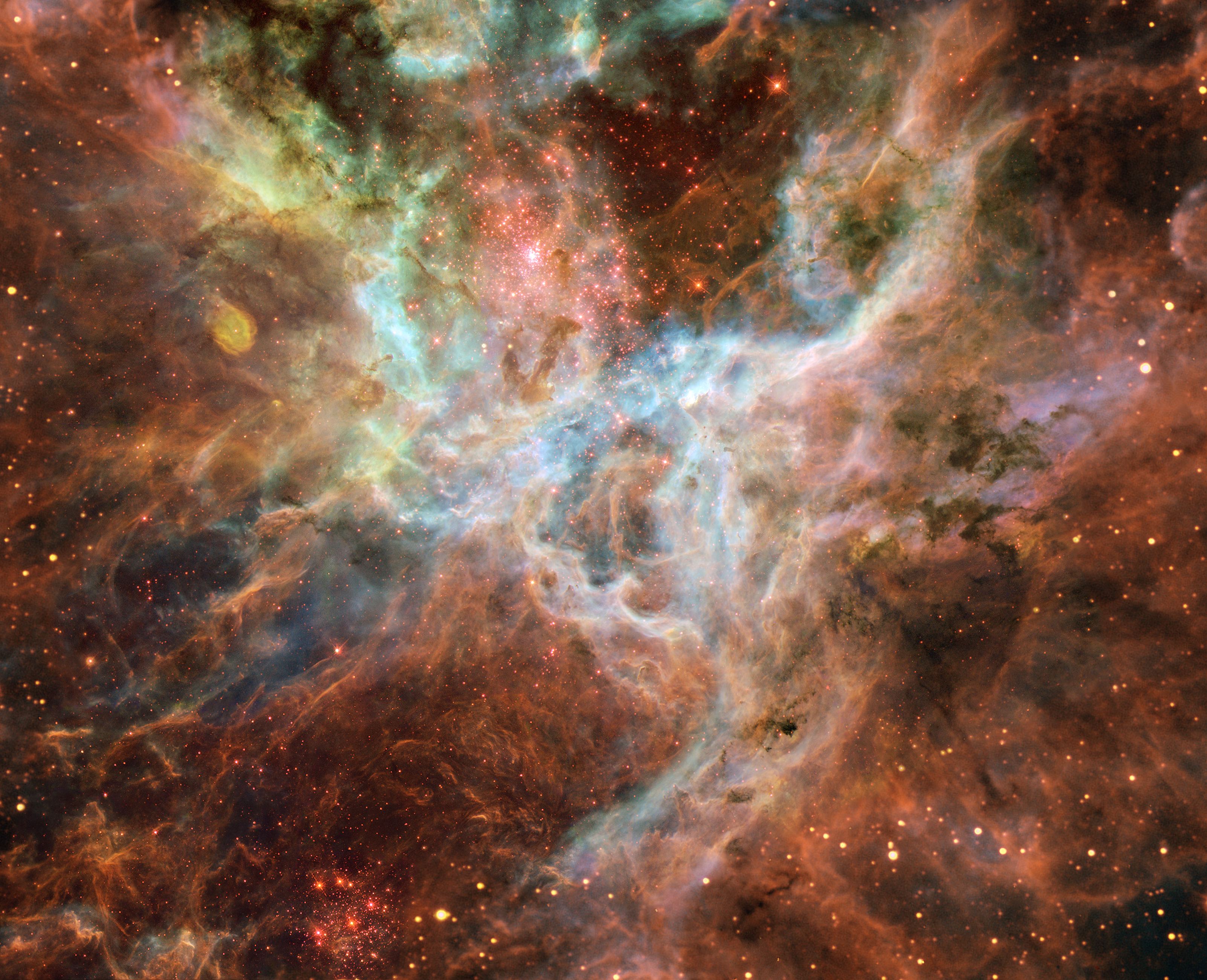
المنظقة الوسطى لسديم العنكبوت، صور تلسكوب هابل الفضائي تجمع 15 منطقة فيه. معارة من: ناسا/وكالة الفضاء الأوروبية/Danny LaCrue.
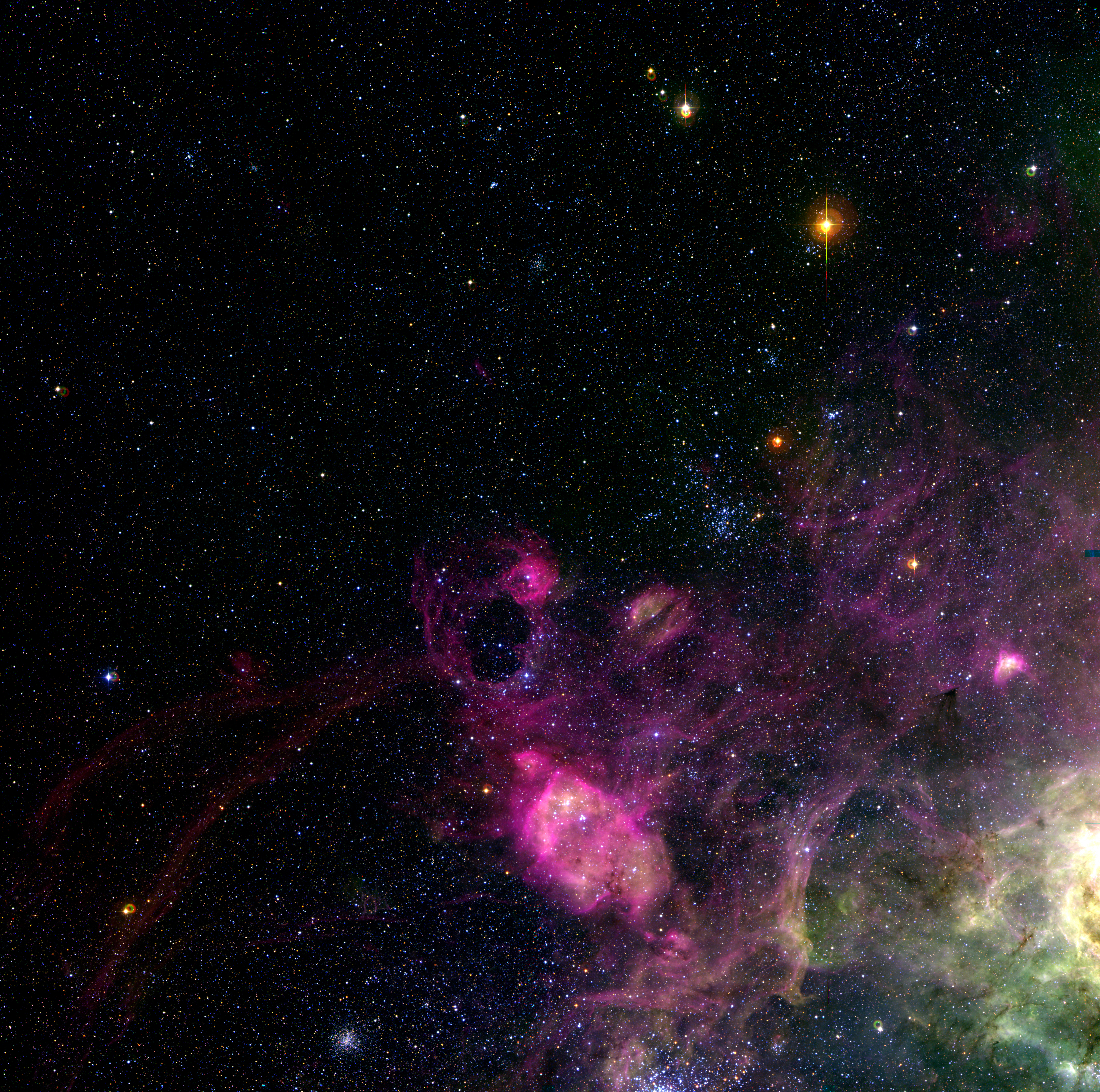
منطقة في مجرة ماجلان الكبرى بالقرب من سديم العنكبوت.
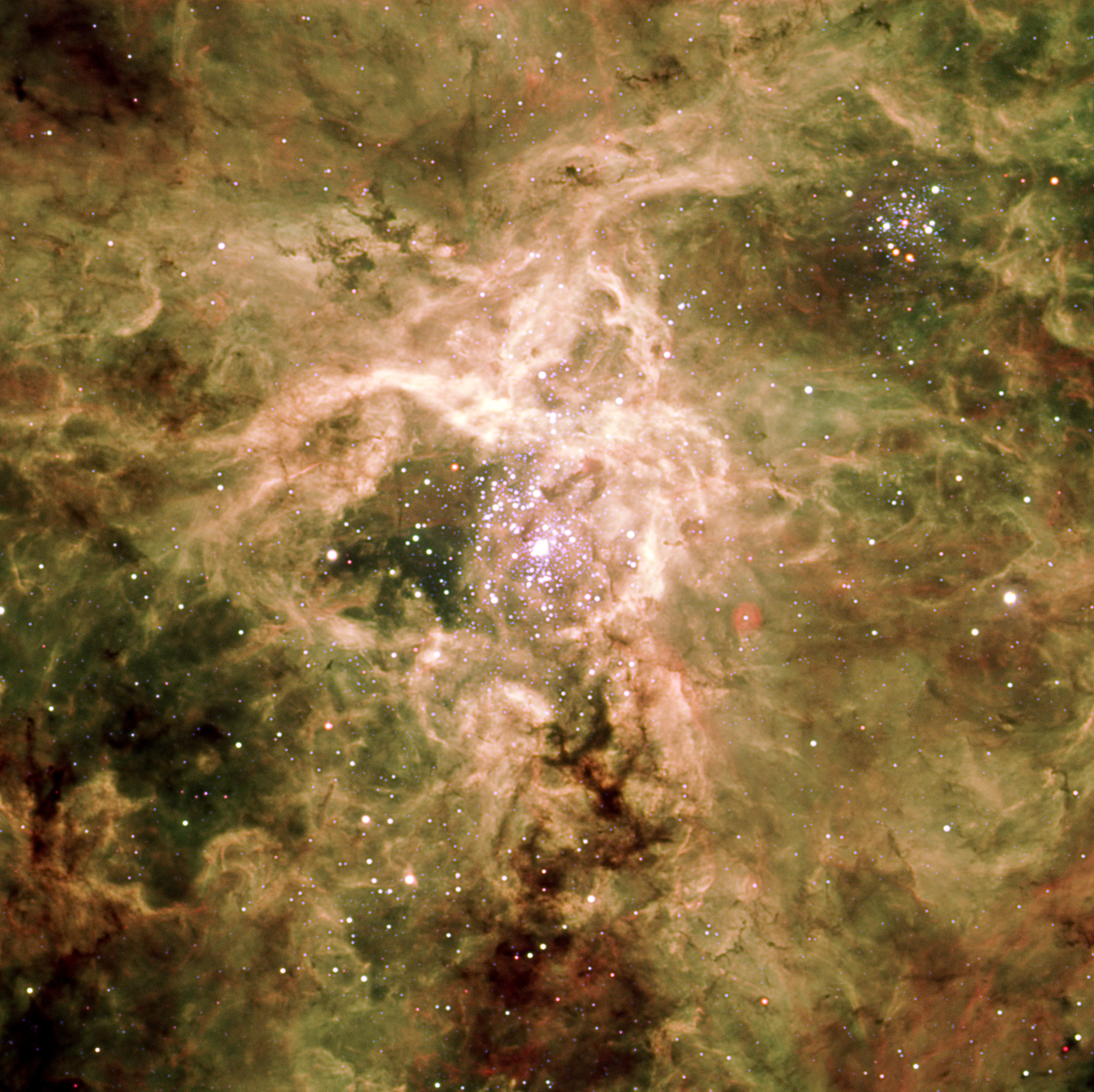
قلب سديم العنكبوت : التجمع النجمي آر 136 في الوسط بينما التجمع النجمي هودج 301 إلى أعلى اليمين. تصريح من :ESO.
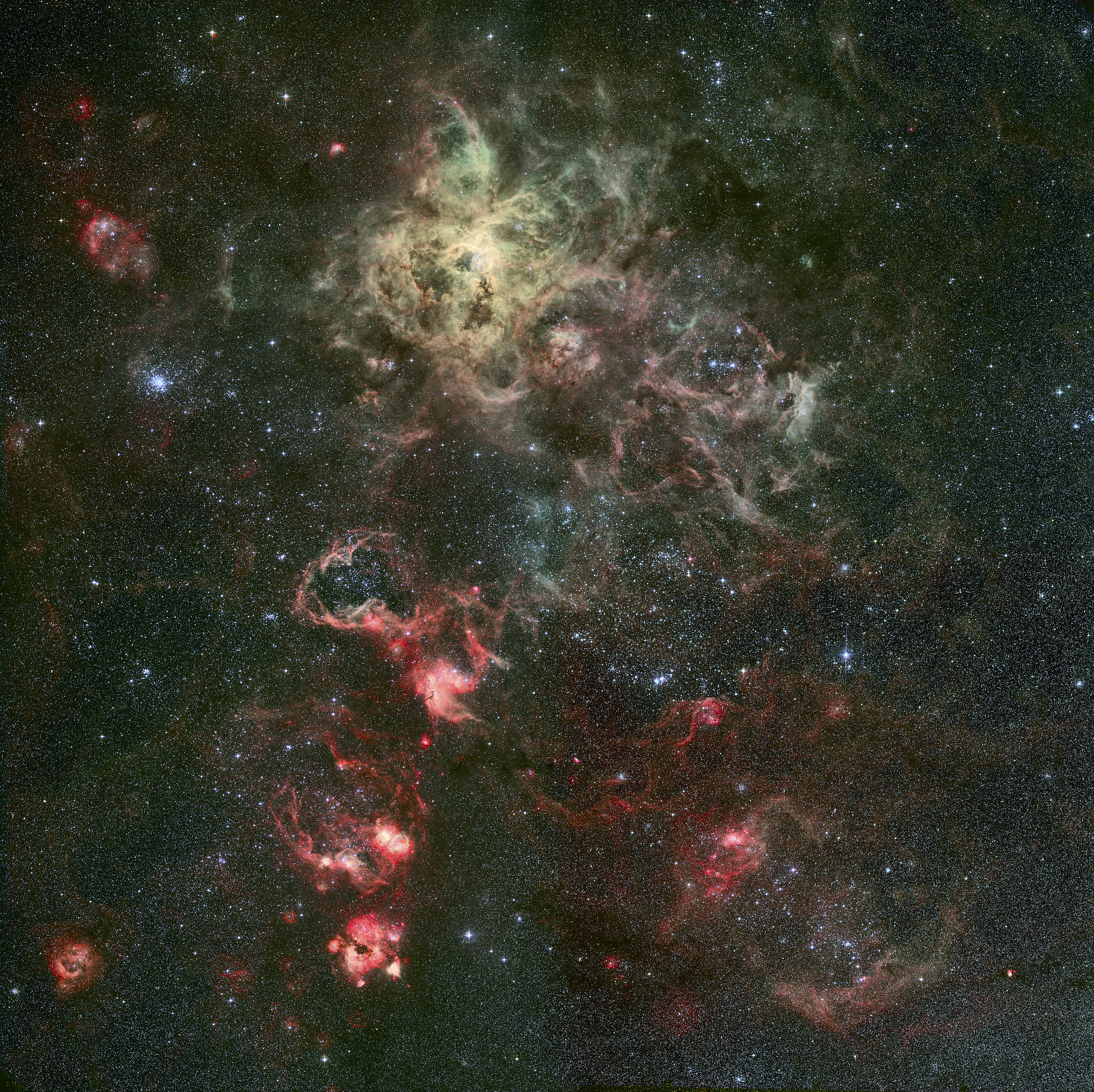
سديم العنكبوت وما يحيطه،Credit: ESO.
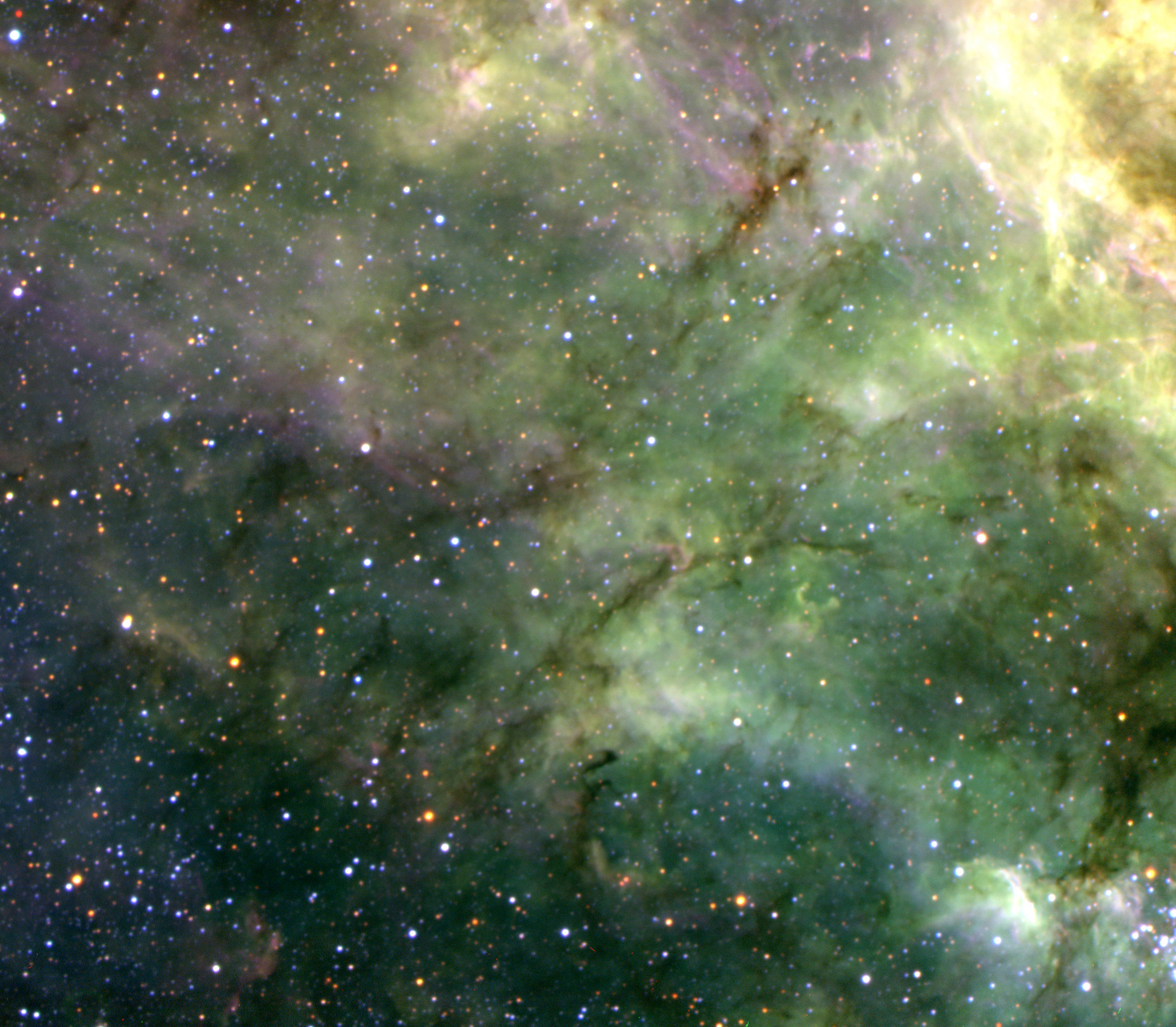
أوتار غبارية في سديم العنكبوت في مجرة ماجلان الكبرى، ناتجة من انفجارات نجوم.Credit: ESO.
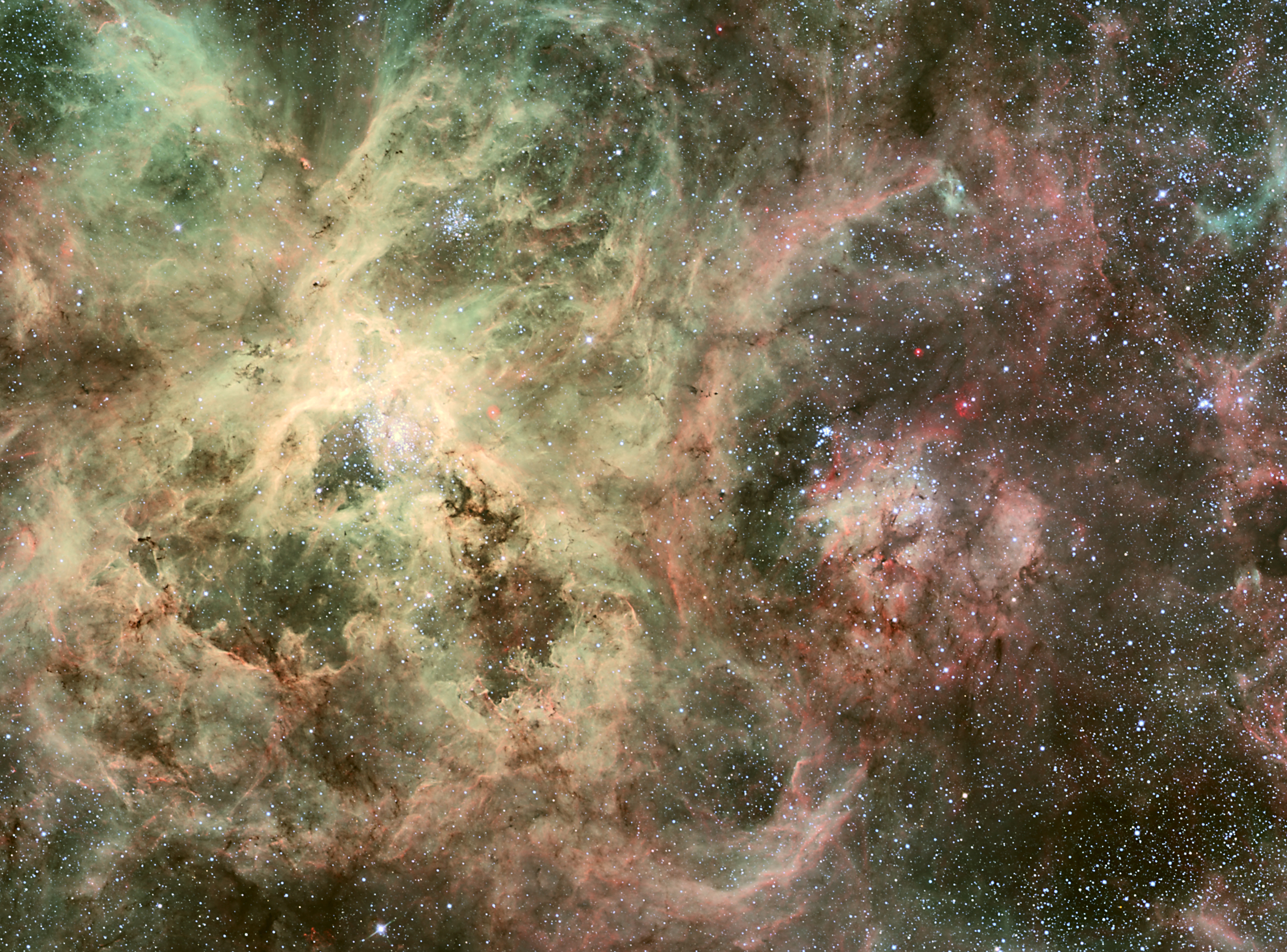
السديم يقع في وسط الصورة.
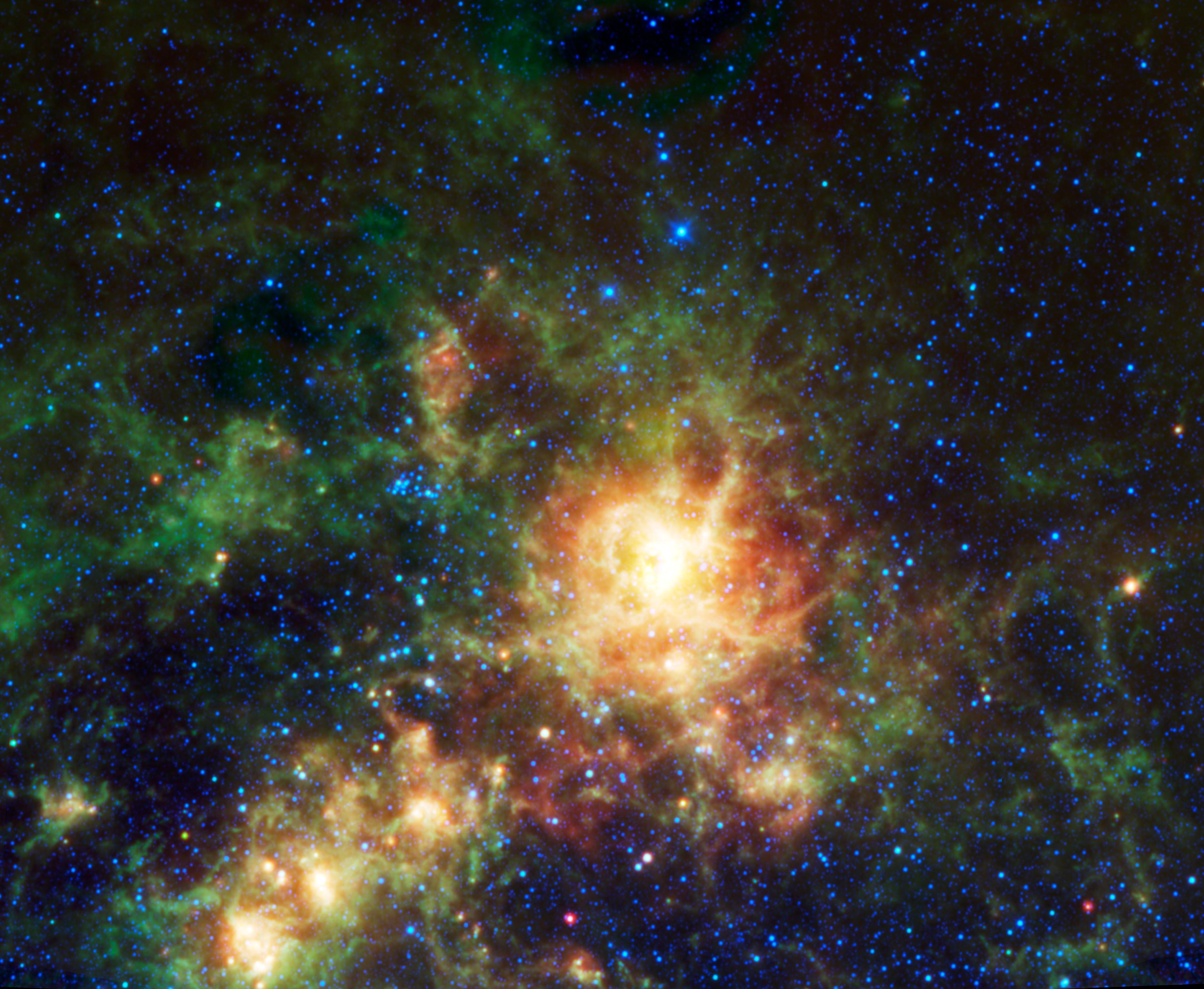
سديم العنكبوت، صورة الأشعة تحت الحمراء الصادرة منه.
سديم العنكبوت، تلسكوب جيمس ويب الفضائي

## وصلات خارجية
- صورة اليوم الفلكية 2003 August 23 & 2010 May 18
- SEDS Data:  [لغات أخرى]‏ NGC 7020, The Tarantula Nebula
- مرصد هابل الفضائي Images of: The Tarantula Nebula
- المرصد الأوروبي الجنوبي Image of: The Tarantula Nebula
- موقع الكون في الإنترنت.